# ماگوگ، کبک
ماگوگ (به فرانسوی: Magog) شهرکی در منطقه شهری مامفرماگوگ ناحیه استری در استان کبک کانادا است. در سرشماری سال ۲۰۱۱ این شهرک ۲۳٬۵۴۰ نفر جمعیت داشته‌است و مساحت آن ۱۴۵٫۶۸ کیلومتر مربع است.